# Elisa Gasparin
Elisa Gasparin, née le 2 décembre 1991 à Samedan en Suisse, est une biathlète suisse. Elle est la sœur de Selina et d'Aita Gasparin, qui sont elles aussi spécialistes de biathlon.

## Biographie
Membre du SC Bernina Pontresina, elle prend part à ses premières compétitions internationales en 2005-2006.
Elisa Gasparin a fait ses débuts en Coupe du monde de biathlon lors de la saison 2010-2011. Aux Championnats d'Europe junior 2012, elle gagne deux médailles, le bronze au sprint et l'argent à la poursuite. C'est lors de la saison 2012-2013, qu'elle marque ses premiers points en Coupe du monde, avec une seizième place au sprint d'Antholz. Lors des Jeux olympiques 2014 à Sotchi, elle décroche la huitième place du sprint, qui constitue alors le meilleur résultat d’un biathlète suisse dans l’histoire des Jeux olympiques, jusqu'à ce que sa sœur Selina décroche une médaille d'argent sur l'individuel quelques jours plus tard.
Aux Jeux olympiques d'hiver de 2018, elle est 31e du sprint, 35e de la poursuite, 8e de l'individuel, égalant sa performance de 2014, ne termine pas la mass start, et est 9e du relais et 13e du relais mixte.
Durant la saison 2018-2019, elle obtient son premier podium en relais mixte en Coupe du monde à Pokljuka, avec Lena Häcki, Jeremy Finello et Benjamin Weger.
Au cours de la saison 2019-2020, elle monte à trois reprises sur le podium avec le relais féminin suisse en compagnie de ses deux sœurs Selina et Aita et de Lena Häcki, finissant 2e à Östersund et 3e à Hochfilzen puis Ruhpolding. La Suisse termine à la seconde place du classement général du relais féminin derrière la Norvège.
Le 21 janvier 2025, elle annonce qu'elle mettra un terme à sa carrière sportive à la fin de la saison 2024-2025.

## Palmarès

### Jeux olympiques d'hiver
| Édition / Épreuve                | Individuel | Sprint | Poursuite | Départ groupé | Relais | Relais mixte |
| -------------------------------- | ---------- | ------ | --------- | ------------- | ------ | ------------ |
| Jeux olympiques 2014 Sotchi      | 33e        | 8e     | 31e       | Ab.           | 9e     | 13e          |
| Jeux olympiques 2018 Pyeongchang | 8e         | 31e    | 35e       | 27e           | 6e     | 13e          |

Légende :
- : pas d'épreuve
- — : non disputée par Elisa Gasparin

### Championnats du monde
| Mondiaux \ Édition      | Individuel                   | Sprint                       | Poursuite                    | Départ groupé                | Relais                       | Relais mixte | Relais mixte simple              |
| ----------------------- | ---------------------------- | ---------------------------- | ---------------------------- | ---------------------------- | ---------------------------- | ------------ | -------------------------------- |
| 2010 Khanty-Mansiïsk    | Jeux olympiques de Vancouver | Jeux olympiques de Vancouver | Jeux olympiques de Vancouver | Jeux olympiques de Vancouver | Jeux olympiques de Vancouver | 13e          | Épreuve inexistante à cette date |
| 2011 Khanty-Mansiïsk    | 48e                          | 64e                          | —                            | —                            | —                            | 15e          | Épreuve inexistante à cette date |
| 2012 Ruhpolding         | 75e                          | 69e                          | —                            | —                            | 21e                          | 10e          | Épreuve inexistante à cette date |
| 2013 Nove Mesto         | 34e                          | 36e                          | 35e                          | —                            | 13e                          | 12e          | Épreuve inexistante à cette date |
| 2015 Kontiolahti        | 22e                          | 13e                          | 15e                          | 25e                          | 22e                          | 13e          | Épreuve inexistante à cette date |
| 2017 Hochfilzen         | 46e                          | 77e                          | —                            | —                            | 13e                          | —            | Épreuve inexistante à cette date |
| 2019 Östersund          | 21e                          | 19e                          | 29e                          | 29e                          | 13e                          | 11e          | —                                |
| 2020 Antholz-Anterselva | 74e                          | 50e                          | 16e                          | —                            | 6e                           | —            | —                                |
| 2021 Pokljuka           | 19e                          | 27e                          | 28e                          | 21e                          | 12e                          | —            | —                                |
| 2023 Oberhof            | 63e                          | 50e                          | 28e                          | —                            | 8e                           | 7e           | —                                |
| 2024 Nové Město         | 50e                          | 49e                          | 38e                          | —                            | 9e                           | —            | —                                |
| 2025 Lenzerheide        | 62e                          | 37e                          | 38e                          | —                            | 14e                          | —            | —                                |

Légende :
- : pas d'épreuve

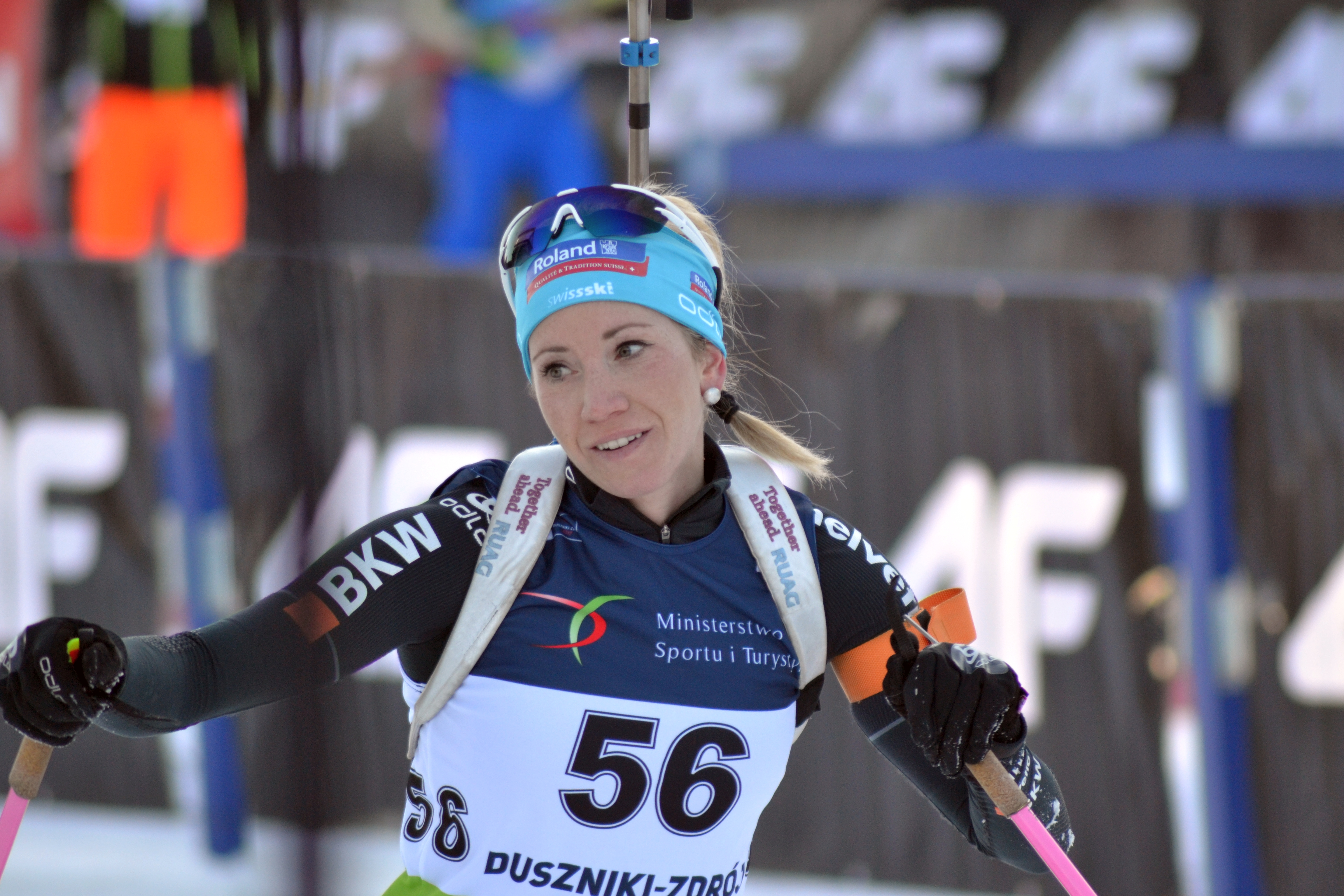
Elisa Gasparin lors des championnats d'Europe 2017.

- — : non disputée par Elisa Gasparin

### Coupe du monde
- Meilleur classement général : 22e en 2015.
- Meilleur résultat individuel : 8e.
- 3 podiums en relais : 1 deuxième place et 2 troisièmes places.
- 1 podium en relais mixte : 1 deuxième place.

Palmarès mis à jour le 17 janvier 2020.

#### Classements en Coupe du monde
| Saison    | Classement général final | Individuel | Sprint | Poursuite | Mass start |
| 2009-2010 | nc                       |            | nc     |           |            |
| 2010-2011 | nc                       | nc         | nc     |           |            |
| 2011-2012 | nc                       | nc         | nv     | nc        |            |
| 2012-2013 | 56e                      | 50e        | 61e    | 42e       |            |
| 2013-2014 | 54e                      | 40e        | 65e    | 50e       | 34e        |
| 2014-2015 | 22e                      | 20e        | 26e    | 21e       | 29e        |
|           |                          |            |        |           |            |
| 2016-2017 | 94e                      | nc         | 76e    | nc        |            |
| 2017-2018 | 49e                      | 41e        | 42e    | 56e       | -          |
| 2018-2019 | 36e                      | 19e        | 31e    | 41e       | 48e        |
| 2019-2020 | 55e                      | 54e        | 59e    | 47e       |            |
| 2020-2021 | 51e                      | 42e        | 57e    | 51e       | 40e        |
| 2021-2022 | 54e                      | nc         | 51e    | 50e       | 50e        |
| 2022-2023 | 26e                      | 33e        | 21e    | 27e       | 30e        |
| 2023-2024 | 55e                      | 45e        | 55e    | 57e       |            |
| 2024-2025 | 50e                      | 18e        | 73e    | nc        | 45e        |

#### Podiums en relais en Coupe du monde
| Podiums en relais en Coupe du monde | Podiums en relais en Coupe du monde | Podiums en relais en Coupe du monde | Podiums en relais en Coupe du monde | Podiums en relais en Coupe du monde | Podiums en relais en Coupe du monde | Podiums en relais en Coupe du monde | Podiums en relais en Coupe du monde | Podiums en relais en Coupe du monde | Podiums en relais en Coupe du monde | Podiums en relais en Coupe du monde |
| n°                                  | Saison                              | Date                                | Lieu                                | Épreuve                             | Résultat                            | Composition                         | Composition                         | Composition                         | Composition                         | Compétition                         |
| ----------------------------------- | ----------------------------------- | ----------------------------------- | ----------------------------------- | ----------------------------------- | ----------------------------------- | ----------------------------------- | ----------------------------------- | ----------------------------------- | ----------------------------------- | ----------------------------------- |
| 1                                   | 2018-2019                           | 02-12-2018                          | Pokljuka                            | Relais mixte                        | Médaille d'argent                   | E. Gasparin                         | L. Häcki-Gross                      | B. Weger                            | J. Finello                          | Coupe du monde                      |
| 2                                   | 2019-2020                           | 08-12-2019                          | Östersund                           | Relais 4 × 6 km                     | Médaille d'argent                   | E. Gasparin                         | S. Gasparin                         | A. Gasparin                         | L. Häcki-Gross                      | Coupe du monde                      |
| 3                                   | 2019-2020                           | 14-12-2019                          | Hochfilzen                          | Relais 4 × 6 km                     | Médaille de bronze                  | E. Gasparin                         | S. Gasparin                         | A. Gasparin                         | L. Häcki-Gross                      | Coupe du monde                      |
| 4                                   | 2019-2020                           | 17-01-2020                          | Ruhpolding                          | Relais 4 × 6 km                     | Médaille de bronze                  | E. Gasparin                         | S. Gasparin                         | A. Gasparin                         | L. Häcki-Gross                      | Coupe du monde                      |

### Championnats d'Europe
- Médaille de bronze du relais mixte en 2022.

### IBU Cup
- 1 podium.

### Championnats d'Europe junior
- Médaille d'argent de la poursuite en 2012 à Osrblie.
- Médaille de bronze du sprint en 2012.

### Championnats de Suisse
- Vainqueur du sprint en 2012 et 2015.
- Vainqueur de la mass start en 2014 et 2015.